# Генрієтта фон Ширах
Генрієтта «Генні» фон Ширах, уроджена Гофман (нім. Henriette von Schirach (Hoffmann); 2 лютого 1913, Мюнхен — 18 грудня 1992, Мюнхен) — німецька письменниця, дружина Бальдура фон Шираха.

## Біографія
Генрієтта Гофман була старшою дитиною фотографа Генріха Гофмана і його першої дружини Терези «Неллі» Бауман, колишньої співачки і актриси, яка померла в 1928 році. Разом з братом Генріхом (нар. 1916) Генрієтта провела дитинство в мюнхенському районі Швабінг. Рідна домівка Генрієтти служила оплотом зародження нацизму. З 1923 року її батько став фотографом фюрера, що забезпечувало родині високий рівень добробуту.
З 1930 року Генрієтта Гофман вчилася в Мюнхенському університеті і працювала в якості секретаря Гітлера. Її батько познайомив Гітлера з Євою Браун, яка в 1929 році проходила навчання в фотоательє Гофмана. У 1931 році Генрієтта зустріла Бальдура фон Шираха, колишнього керівника Націонал-соціалістичного союзу студентів Німеччини, наймолодшого в оточенні Гітлера.
Після призначення Бальдура фон Шираха гауляйтером Відня його сім'я переїхала в Гофбург. Після першого масованого нальоту американської авіації на Відень Бальдур фон Ширах відправив сім'ю в Баварію. Наступного разу Генрієтта побачила чоловіка тільки в червні 1945 року, коли він був інтернований американськими окупаційними військами.
У ніч на Страсну п'ятницю 1943 року Генрієтта фон Ширах в Берггофі повідомила Гітлеру про те, що випадково спостерігала депортацію євреїв з Голландії. Вона розповіла про те, як есесівці заганяли переляканих жінок в вагони. Після цього запанувала мертва тиша, жоден з присутніх у Гітлера гостей не наважувався вимовити ні слова. Потім Гітлер вибухнув: «Ви занадто сентиментальні, пані фон Ширах! Яке вам діло до амстердамських жидівок?! Я несу відповідальність тільки перед своїм народом!». Гітлер порадив Генрієтті фон Ширах не втручатися в справи, в яких вона нічого не розуміє, і роздратовано вийшов з кімнати. Генрієтту фон Ширах більше ніколи не запрошували в Берггоф. Геббельс відзначив у 1943 році в своєму щоденнику, що «у Ширах раптом виявилося співчуття, коли вже майже 60 тисяч депортованих євреїв пройшли повз двері їхнього будинку». У 1966 році Альберт Шпеер підтвердив цей інцидент між Гітлером і дружиною Шираха в одному з інтерв'ю.
У 1946 році Бальдур фон Ширах був засуджений Нюрнберзьким трибуналом до 20 років позбавлення волі. У 1949 році Генрієтта фон Ширах подала на розлучення з чоловіком, який відбував покарання у в'язниці Шпандау. Розлучення було оформлене в липні 1950 році. Проте, Генрієтта фон Ширах намагалася домогтися звільнення колишнього чоловіка. У 1956 році було піднято питання про трьох ув'язнених Шпандау (Гесса, Шпеєра та Бальдура фон Шираха). З урахуванням тривалого періоду перебування під вартою і високу вартість їх утримання звучали заклики до якнайшвидшого звільнення військових злочинців. У той час Генрієтта вирушила в Лондон, щоб доставити міністру закордонних справ Великої Британії Ллойду петицію про скорочення 20-річного терміну колишньому чоловікові. Поїздка не увінчалася успіхом.
У 1982 році в праворадикальних видавництвах Генрієтта фон Ширах випустила книгу Anekdoten um Hitler («Анекдоти про Гітлера»), в якій Гітлер був описаний як лідер «добродушних австрійців», які хотіли, щоб інші були щасливі.

## Сім'я
31 березня 1932 року Генрієтта Гофман і Бальдур фон Ширах одружилися в Мюнхені, свідками на весіллі виступили Адольф Гітлер і Ернст Рем. У подружжя народились чотирьох дітей: Ангеліку Бенедикту, Клауса, Роберта і Ріхарда.
Генрієтта фон Ширах — бабуся письменниці Аріадни фон Ширах.